# Charles Fuller Baker
Charles Fuller Baker (Lansing, 22 de março de 1872 – Manila, Filipinas, 22 de julho de 1927) foi um agrônomo, entomologista e botânico norte-americano. Ele foi o segundo reitor da Faculdade de Agricultura da Universidade das Filipinas, agora Universidade das Filipinas Los Baños.